# 헬베키아 풋살 클럽
헬베키아 FC(Helvécia Futsal Club)는 런던을 연고로 하는 잉글랜드의 풋살 선수단이다.

## 우승 기록
- FA 내셔널 풋살 리그
  - 우승 (4): 2008-09, 2009-10, 2010-11, 2011-12

- FA 풋살컵
  - 우승 (3): 2008, 2009, 2010

## 같이 보기
- FA 내셔널 풋살 리그